# اتومبی
اتومبی (به لاتین: Etoumbi) شهری در ایالت کووت-اوست، در شمال شرقی جمهوری کنگو است. اکثر ساکنان این شهر از راه شکار در جنگل محلی، امرار معاش می‌کنند.
بیماری ابولا حداقل چهار مرتبه در اتومبی شیوع پیدا کرده و اعتقاد بر این است که روستاییان با مصرف گوشت حیوانات مرده‌ای که در جنگل پیدا می‌کرده‌اند، باعث شیوع ابولا شده‌اند. در سال ۲۰۰۳، حداقل ۱۲۰ تن بر اثر شیوع این بیماری در شهر جان باختند. در سال ۲۰۰۵ نیز، شیوع و همه‌گیری ابولا در شهر باعث ایجاد قرنطینه در اتومبی شد.